# Arquenay
Arquenay – miejscowość i gmina we Francji, w regionie Kraj Loary, w departamencie Mayenne.
Według danych na rok 1990 gminę zamieszkiwały 473 osoby, a gęstość zaludnienia wynosiła 19 osób/km² (wśród 1504 gmin Kraju Loary Arquenay plasuje się na 855. miejscu pod względem liczby ludności, natomiast pod względem powierzchni na miejscu 401.).